# المديرية العامة للمشاريع الزراعية التركية
تأسست المديرية العامة للمشاريع الزراعية التركية (TİGEM) في 8 يونيو 1984 كمؤسسة ذات صلة لوزارة الزراعة والشؤون الريفية بهدف إنتاج جميع أنواع السلع والخدمات التي تحتاجها الزراعة والصناعات القائمة على الزراعة في تركيا .